# Gymnothorax polyspondylus
Gymnothorax polyspondylus är en fiskart som beskrevs av Böhlke och Randall 2000. Gymnothorax polyspondylus ingår i släktet Gymnothorax och familjen Muraenidae. Inga underarter finns listade i Catalogue of Life.